# Андорра за изменения
Андорра за изменения (кат. Andorra pel Canvi) — центристская политическая партия в княжестве Андорра. Президентом партии является Евсебе Номен.

## Достижения
На парламентских выборах 2009 года партия получила 18,86 % голосов и 3 депутатских места в парламенте Андорры. На выборах партия заручилась поддержкой представленного в парламенте движения Демократическое возрождение (кат. Renovació Democràtica).